# Devil's Gate (film 2017)
Devil's Gate è un film del 2017 diretto da Clay Staub.
È stato presentato in anteprima mondiale al Tribeca Film Festival.

## Trama
Un agente dell’FBI si trasferisce in una piccola città del Nord Dakota per indagare sulla scomparsa di una donna del posto e del suo giovane figlio. La ricerca porta alla fattoria isolata del marito della donna scomparsa, dove nuovi misteri e paure vengono portate alla luce.

## Critica
Devil's Gate ha una valutazione del 38% su Rotten Tomatoes, sulla base di 16 recensioni di critici, con un voto medio di 5.17/10.
The Village Voice ha scritto: "La cosa più deludente è che Staub si dimostra un formidabile regista di azione ed effetti visivi. Per favore, qualcuno gli dia una storia migliore"